# Jozef Nejedlý
Jozef Nejedlý, magyarosan: Nejedly József (Pruszka, 1737. február 18. – Nyitra, 1816. szeptember 22.) nyitrai nagyprépost, Nejedly Ferenc nyitrai kanonok bátyja.

## Élete
A gimnáziumot a nyitrai piaristáknál végezte; azután 15 évesen papnövendék lett Nyitrán, majd Nagyszombatban hallgatta a teológiát. 1759 körüli pappá szenteltetése után előbb Trencsénben volt káplán, majd 1761-től Bellus, 1767-től Pruszka, 1773-tól Illava plébánosa volt. 1781-től tiszteletbeli kanonok, 1783. november 1-jén II. József császár valóságos nyitrai kanonokká nevezte ki, egyben a káptalan jószágkormányzója lett. 1784. február 12-én a pozsonyi egyetemes papnevelde ügyében tartott értekezleten a képviselte a káptalant. 1795 és 1798 között mint szemináriumi rektor működött, 1799-ben püspökhelyettes, 1800-ban trencséni főesperes, 1809-ben nagyprépost lett; 1812-ben papi jubileuma alkalmából a király dulmi címzetes püspökké nevezte ki. Vagyonát jótékony célokra fordította.

## Művei
- Mulier fortis. Žena-Sylná. Aneb Pohrebni Chwálo-Reč Wysoce Vrozené Panj Therezyi a Panstwj Lednického Dedičného Pana pozustalé Wdowi. Kteru: Z Prjležitosti žalostného Pohrebowánj dne 29. Prasince, pri Pritomnosti mnohých wzáctných Poslucháčůw, w Chrámé Páně Rownamském vstně predložil. Nagyszombat, 1767. (Az erős asszony. Gyászbeszéd Madocsányi Terezia, Matyassofsky József neje fölött).
- Swaty Jozeff Kalasanský od Matky Božj Sskol Pobožných Zakladatel od Clem. XIII. toho Gména Pápeže. Roku 1767. Dne 16. Cžerwenca za Swatého wyhlássený, kterého Gáko horliwého Mládeže, obwzlássť chudobné Aposstola, s Prjležitosti té Slawnosti pres osm. Dni trwagjce w Priwicy v Sskol Pobožných Roku 1768 na druhý Den, to gest 25. Cžerwenca vstné predložil. Pozsony, 1768. (Szent beszéd Kalazanti Józsefről).